# Ващенко Микола Андрійович
Микола Андрійович Ващенко (нар. 29 серпня 1923? — ?) — український радянський діяч, шахтар, новатор виробництва, бригадир прохідників шахти № 12 тресту «Будьонніввугілля» Сталінської (Донецької) області. Депутат Верховної Ради УРСР 5-го скликання.

## Біографія
З 1950-х років — бригадир прохідників шахтоуправління № 12 «Похиле» тресту «Будьонніввугілля» Сталінської (Донецької) області.
Потім — на пенсії у місті Донецьку Донецької області.

## Нагороди
- ордени
- медалі